# Тень Караваджо
«Тень Караваджо» (итал. L'ombra di Caravaggio) — художественный фильм режиссёра Микеле Плачидо. Биографическая драма об итальянском художнике Караваджо. Главную роль исполнил Риккардо Скамарчо.
Мировая премьера фильма состоялась 18 октября 2022 года на Фестивале кино в Риме.

## Сюжет
Италия, 1610 год. Микеланджело Меризи, более известный как Караваджо, считается гениальным художником. Он выступает против церковных догм, которые диктуют, как религиозные сюжеты должны изображаться в искусстве. Когда Папа Павел V узнал, что Караваджо использовал проституток, воров и бродяг в качестве моделей для своих картин, он приказал провести расследование. Секретная служба Ватикана должна была узнать больше о художнике. Результаты расследования должны стать решающими в определении того, будет ли Караваджо помилован — он просил об этом после того, как был приговорен к смертной казни за убийство соперника. Расследование ведёт следователь, известный как «Тень». Он раскрывает противоречивые пороки и добродетели Караваджо. Жизнь художника также находится в его руках".

## В ролях
- Риккардо Скамарчо — Караваджо
- Луи Гаррель — Шаттен
- Изабель Юппер — Костанца Сфорца Колонна
- Микаэла Рамаццотти — Лена Антониетти
- Лолита Чамма — Анна Бьянкини
- Виничио Маркиони — Джованни Бальоне
- Джанфранко Галло — Джордано Бруно
- Мони Овадия — Филиппо Нери
- Микеле Плачидо — Кардинал Франческо Дель Монте.

## Производство и премьера
Режиссером фильма выступил Микеле Плачидо, который также написал сценарий в соавторстве с Сандро Петраглией и Фиделем Синьориле.
Риккардо Скамарчио исполнил роль Караваджо, а Луи Гаррель — роль его титулованной тени, которая выступает в роли своеобразного инквизитора, допрашивающего окружающих одного за другим. Изабель Юппер сыграла роль маркизы Костанцы Колонна, которая защищала художника с раннего возраста. Также в актёрский состав вошли Микаэла Рамаццотти, Бренно Плачидо, Лолита Чамма, Виничио Маркиони.
Съёмки начались 21 сентября 2020 года в Неаполе. Дальнейшие съёмки прошли в Риме, окрестностях Витербо, Ариччи, Фраскати и на Мальте. В качестве оператора выступил Микеле Д’Аттаназио.
Дизайнером по костюмам стал Карло Поджоли.
Первый трейлер был представлен в конце августа 2022 года. Мировая премьера фильма состоялась 18 октября 2022 года на Фестивале кино в Риме. Выход в кинопрокат в итальянских кинотеатрах запланирован на 3 ноября 2022 года, а во французских — на 28 декабря 2022 года. В российский прокат фильм вышел в 2023 году.

## Критика
Джанмария Катальдо из cinefilos.it пишет, что режиссёр Микеле Плачидо и оператор Микеле Д’Аттанасио создали в фильме множество сцен и образов, которые явно вдохновлены работами Караваджо. Подобно тому, как художник использовал свет и тень для создания техники кьяроскуро, которая придаёт фигурам скульптурную рельефность, фильм использует ту же технику для придания большей интенсивности и драматизма показанному. В этом свете фильм, очень близок к стилю художника, о котором он повествует. Благодаря игре света и тени, напоминающей картины Караваджо, Плачидо строит свой фильм в почти экспрессионистской манере, выявляя душу своих персонажей.
По мнению Зинаиды Пронченко, «„Тень Караваджо“ именно что остаётся тенью от предмета исследования, ибо безыдейно плывёт по волнам существующих о гениальных художниках или скульпторах клише: душа его болела, рубанком или кистью он её лечил».
Фильм был отмечен пятью номинациями на премию «Давид ди Донателло» 2023 года.